# Tangenziale Ovest di Verona
La tangenziale Ovest di Verona fa parte del sistema di tangenziali di Verona. La tangenziale, nella parte a sud, tra Dossobuono e Ca' di Capri (intersezione SR 11), è classificata come SR 62 (gestita da Veneto Strade); nella parte centrale, tra Ca' di Capri e Balconi, è classificata come SS 12 (gestita dall'ANAS); nella parte a nord, tra Balconi e San Pietro in Cariano, è infine classificata come SP 1 (gestita dalla Provincia di Verona). Tra gli svincoli Aeroporto e Verona Borgo Trento, la strada è a 4 corsie a carreggiate separate.
| Tangenziale Ovest di Verona | |             |       |      |
| Tipo                        | Indicazione | ↓km↓        | Prov. | Note |
|                             | Dossobuono della Cisa Povegliano Veronese - Villafranca di Verona - Mantova Calzoni                                         | 212,1       | VR    |      |
|                             | Aeroporto Valerio Catullo                                                                                                   | 213,3       | VR    |      |
|                             | Tangenziale Sud | 215         | VR    |      |
|                             | Quadrante Europa / Caselle (Sommacampagna)                                                                                  | 215,7       | VR    |      |
|                             | Superstrada urbana Verona Stadio Marcantonio Bentegodi San Massimo Santa Lucia                                              | 217,1       | VR    |      |
|                             | Modena-Brennero, casello di Verona nord                                                                                     | 217,2       | VR    |      |
|                             | Verona Borgo Milano Padana Superiore Castelnuovo del Garda - Brescia                                                        | 220 • 293,5 | VR    |      |
|                             | Bassone - ZAI 2 / Verona-Lago Località Porcella Località Ferlina                                                            | 294,4       | VR    |      |
|                             | Verona Croce Bianca / Bussolengo                                                                                            | 296         | VR    |      |
|                             | Pescantina | 298,2       | VR    |      |
|                             | Verona Borgo Trento - Balconi (Pescantina) Parco Acquatico Valpopark dell'Abetone e del Brennero Domegliara - Trento - Affi | 300 • 0     | VR    |      |
|                             | via Flissine (Pescantina) via ex Internati via Ceré                                                                         | 0,5         | VR    |      |
|                             | San Pietro in Cariano Valpolicella Sant'Ambrogio di Valpolicella - Negrar del Pastello Fumane                               | 2,9         | VR    |      |